# El Tocuyo
El Tocuyo é uma cidade da Venezuela localizada no estado de Lara. El Tocuyo é a capital do município de Morán.